# Yuki Amano
Yuki Amano (født 17. april 2000) er en japansk fodboldspiller.
Han har spillet for flere forskellige klubber i sin karriere, herunder FC Tokyo.